# Formicarius
Formicarius – rodzaj ptaków z rodziny mrówkowodów (Formicariidae). 

## Występowanie
Rodzaj obejmuje gatunki występujące w krainie neotropikalnej – Ameryce Południowej i Centralnej oraz w południowym Meksyku.

## Morfologia
Długość ciała 17–19 cm, masa ciała 38–82 g.

## Systematyka

### Nazewnictwo
Nazwa rodzajowa pochodzi od łacińskiego słowa formicarius oznaczającego „na mrówki”.

### Podział systematyczny
Do rodzaju należą następujące gatunki:
- Formicarius rufifrons Blake, 1957 – mrówkowód rudoczelny
- Formicarius colma Boddaert, 1783 – mrówkowód rudogłowy
- Formicarius rufipectus Salvin, 1866 – mrówkowód rdzawopierśny
- Formicarius moniliger P.L. Sclater, 1857 – mrówkowód meksykański
- Formicarius nigricapillus Ridgway, 1893 – mrówkowód czarnogłowy
- Formicarius analis (d’Orbigny, 1836) – mrówkowód czarnolicy